# Prokonsul
En prokonsul var en embedsmand i antikkens Rom, som havde myndighed til at handle på vegne af en konsul. Prokonsuler havde derpå de samme myndigheder, som en konsul, og kunne derfor bl.a. kommandere en hær. En prokonsul var normalt en tidligere konsul. Udtrykket bruges også i nyere historie om embedsmænd med delegeret myndighed.

I den romerske republik kunne militær kommando, eller imperium, kun udøves forfatningsmæssigt af en konsul. Der var to konsuler ad gangen, hver valgt for en et-årig periode. De kunne normalt ikke tjene to valgperioder i træk. Hvis en militær kampagne var i gang mod slutningen af en konsuls embedsperiode, kunne den øverstkommanderende konsul få sin kommando forlænget (som promagistrat), hvilket tillod ham at bibeholde kommandoen. Denne skik muliggjorde kontinuitet i kommandoen på trods af den høje udskiftning af konsuler. I det romerske kejserrige var prokonsul en titel, der blev båret af en civil guvernør og omfattede ikke militær kommando.
I moderne tider er forskellige embedsmænd med betydelig delegeret autoritet blevet omtalt som prokonsuler. Studier af ledelse opdeler typisk ledere i politiske beslutningstagere og underordnede administratorer. Prokonsulen indtager en position mellem disse to kategorier. Max Weber klassificerede ledelse som traditionel, rationel-juridisk (bureaukratisk) og karismatisk. En prokonsul kunne både være en regel-følgende bureaukrat og karismatisk personlighed. I takt med forøgelsen af bureaukratiet samt hurtig kommunikation er behovet for prokonsulær roller aftaget.

## Etymologi
Det latinske ord "prōconsul" er en forkortet form af "prō consule", der betyder "(en der handler) på vegne af konsulen." Det fremgår af inskriptioner fra 135 f.Kr. Kilder og historikere fra antikken beskriver Quintus Publilius Philo, den første prokonsul, som fungerende prō-konsul i 326 f.Kr.

## Romersk republik
En prokonsul var udstyret med de samme myndigheder uden for byen Rom, som en konsul. Cicero bemærker, at dette ikke inkluderede retten til at påføre sig med auspicerne: "Vore forfædre ville ikke påtage sig nogen militær virksomhed uden at rådføre sig med auspicerne; men nu, i mange år, er vores krige blevet ført af prokonsuler og proprætors, som ikke har ret til at tage auspicerne." 
Embedet blev oprettet for at håndtere en forfatningsmæssig særhed ved den romerske republik. Kun en konsul kunne kommandere en hær, men den hyppige udskiftning af konsuler kunne forstyrre kontinuiteten i kommandoen. Hvis en konsuls embedsperiode sluttede midt i et felttog, kunne han blive prorogeret (forlænget) og fortsætte med at lede.
Quintus Publilius Philo var en af to konsuler i år 327 f.Kr. Da hans embedsperiode udløb i slutningen af året, var hans hær midt i at belejre byen Neapolis (nutidens Napoli). I stedet for at risikere en kommandoændring på et så ømtåleligt tidspunkt, stemte folket for, at han efter sin embedsperiode skulle "føre kampagnen i stedet for en konsul (prō konsul)". Publilius blev dermed den første prokonsul.
Med den territoriale ekspansion ud over den italienske halvøs grænser, blev prokonsulen en af to typer romerske provinsguvernører. Den anden var proprætoren.
I teorien havde prokonsulerne delegeret autoritet – og handlede på vegne af konsulerne. I praksis blev et prokonsulat ofte behandlet som en forlængelse af en konsuls embedsperiode. Denne udvidelse gjaldt kun uden for Roms bymur. Det var en forlængelse af konsulens militære kommando, men ikke af hans offentlige embede.
Da antallet af romerske legioner blev øget, var der behov for at øge antallet af militære befalingsmænd. Prætor-embedet blev indført i 366 f.Kr. Prætorerne var byens højeste dommere. De fik også imperium, så de også kunne kommandere en hær.
Under den anden samnitiske krig øgede Rom antallet af legioner. Stillingen som proprætor blev indført. Disse var prætorer, hvis imperium blev udvidet, og de fik til opgave at kommandere en reservehær. Proprætors havde magten til at kommandere en hær, hvorimod prokonsulerne havde magten til at kommandere to hære. 
I 307 f.Kr. blev Quintus Fabius Maximus Rullianus – som havde været konsul året forinden – valgt som prokonsul til at lede et felttog i Samnium. Under den tredje samnitiske krig (298-290 f.Kr.) fik de konsuler, der havde tjent året forinden (Quintus Fabius Maximus Rullianus og Publius Decius Mus), en seks måneders forlængelse af deres autoritet til at fortsætte krigen i Samnium. I 291 f.Kr. fik Quintus Fabius Maximus Gurges forlænget sin kommando for at udføre opgaver mod slutningen af krigen. Han besejrede Pentri – den største samnitiske stamme.
Under den Anden Puniske Krig (218-201 f.Kr.) meldte Scipio Africanus sig frivilligt til at lede den anden romerske ekspedition mod karthagerne på den Iberiske Halvø. Han var for ung til at have været konsul. Han blev udnævnt til prokonsul ved en afstemning i folkeforsamlingen. Scipio var derpå en af de få prokonsuler, som ikke havde været konsul, inden han blev udnævnt prokonsul. Da Scipio forlod den Iberiske Halvø, efter sin sejr i 205 f.Kr., blev Lucius Cornelius Lentulus og Lucius Manlius Acidinus sendt som befalingsmænd uden offentligt hverv (sine magistratus). Dette blev gjort, fordi Manlius Acidinus ikke havde været konsul før.
Efterhånden som Rom erobrede territorium, voksede behovet for provinsguvernører. Provinsen Sicilien blev skabt i 241 f.Kr., mens Korsika og Sardinien blev skabt i 238 f.Kr. I 227 f.Kr. blev to prætorer tildelt administrationen af disse to provinser. To yderligere prætorer blev tilføjet, da provinserne Hispania Citerior og Hispania Ulterior blev oprettet i 197 f.Kr. Efter dette blev der ikke tilføjet nogen prætorer, selv når antallet af provinser steg. Det blev sædvanligt at forlænge konsulernes og prætorernes autoritet ved udgangen af deres årlige embedsperiode. Provinserne blev ved lodtrækning tildelt prokonsuler og proprætorer. Prokonsulerne fik tildelt de provinser, som indeholdt det større antal tropper.
I henhold til Lex Sempronia, vedtaget i 123 f.Kr., fastlagde Senatet fordelingen af provinserne før de næste konsulære valg. I 81 f.Kr. tilføjede Sulla to prætorer, så de to prokonsuler og seks proprætorer kunne udpeges til at styre de ti provinser, som Rom regerede på det tidspunkt. Sulla gjorde guvernørposterne årlige og krævede, at indehaveren skulle forlade provinsen inden for tredive dage efter ankomsten af hans efterfølger.
I 67 f.Kr. fik Pompejus ekstraordinære beføjelser og en usædvanlig flerårig prokonsul-stilling for at håndtere problemet med pirateri. Det "første triumvirat" bestående af Julius Cæsar, Pompejus og Crassus modtog også flerårige prokonsulater i 59 f.Kr. Marcus Aemilius Lepidus modtog også denne magt i 38 f.Kr.

## Romerske kejserrige
Under republikken havde konsuler og prokonsuler rejst og kommanderet hære, der var loyale over for dem selv. Augustus, Roms første kejser, erstattede disse hære (som mere havde været private hære) med en stående kejserlig hær. Konsulerne og prokonsulerne mistede deres militære myndighed, men titlerne beholdt betydelig prestige.
Provinserne var delt mellem kejserlige provinser – som var under kejserens jurisdiktion – og senatoriske provinser, som var under senatets jurisdiktion. De kejserlige provinser var for det meste grænseprovinserne, hvor de fleste af legionerne var udstationeret. Dette gjorde det muligt for kejseren at bevare kontrollen over hæren. I de senatoriske provinser blev guvernørerne kaldt prokonsuler. Embedsperioden var generelt begrænset til ét år.
Augustus besluttede, at guvernørerne i de senatoriske provinser ville modtage titlen prokonsul, uanset om de havde tjent som prætor eller konsul. Disse blev udvalgt ved lodtrækning, og resultatet blev ratificeret af Senatet. I de kejserlige provinser udnævnte kejserne guvernører, der havde titlen legatus Augusti pro praetore eller proprætor – uagtet af hvilken stilling de tidligere havde haft.
En passage i Det Nye Testamente nælvner, at sager kunne blive dømt af en prokonsul: "Hvis Demetrios og hans håndværkere derfor har anklager mod nogen, så holdes der retsmøder, og der findes statholdere [prokonsulere]. Dér kan de anklage hinanden."
Notitia Dignitatum – et kejserligt kancellidokument fra det tidlige femte århundrede – nævner tre prokonsuler, men ingen proprætorer. De styrede provinserne i: Asien (der omfattede den centrale del af den vestlige Anatolske kyst), Achaea (der omfatter Peloponnes og det meste af det centrale Grækenland) og Afrika (den nordlige del af det moderne Tunesien).

## I ledelsesteori
Selvom "prokonsul" kun er en officiel titel med hensyn til magistrater i antikkens Rom, er ordet også blevet anvendt til forskellige britiske, amerikanske og franske embedsmænd. I den moderne sammenhæng er det sjældent et kompliment. Udtrykkene satrap (fra persisk) og vicekonge (fra fransk) bruges begge på lignende måde.
På trods af kløften mellem antikke og moderne prokonsuler har forfatteren Carnes Lord foreslået en enkelt definition for at muliggøre fænomenet inden for rammerne af ledelsesteori: "delegeret politisk-militær ledelse, der i bedste fald når op på statsmandskab." Den sydafrikanske historiker John Benyon definerer en prokonsul som en leder med "semi-uafhængig og ekstraordinær kapacitet til at forme periferien" af et imperium.
Moderne forskning om ledelse har en tendens til at understrege forskellen mellem "administration" på den ene side og "politik" på den anden side. Denne sondring kan spores til et essay af Woodrow Wilson skrevet i slutningen af det 19. århundrede. I tidligere epoker var det almindeligt, at ledere kombinerede de to roller. Da dette ikke længere er tilfældet, kræves der en specifik terminologi for at beskrive sådanne embedsmænd.
I sin klassiske undersøgelse skelnede Max Weber mellem tre former for legitim styring: traditionel, rationel-juridisk og karismatisk. I form af bureaukrati er den rationelle-juridiske tilstand dominerende i den moderne verden. Men en moderne prokonsul kan også ty til aristokratisk eller karismatisk ledelse.
I den romerske republik var en prokonsul typisk en tidligere konsul og dermed en erfaren øverstkommanderende. Efter at have haft republikkens højeste embede var han statsmand såvel som administrator. Roms patricier-klasse var parat til at udøve aristokratisk ledelse – både civilt og militært.
Der siges at være flere faktorer, der begrænser omfanget af prokonsulær myndighed i moderne tider. Demokratier placerer militæret under civil myndighed og har en tendens til at undgå en politisk udformning af den militære ledelse. Moderne regeringer lægger vægt på bureaukrati og regelfastsættelse, mens romerne var aristokratiske. Endelig muliggør moderne kommunikation større central kontrol.

## Britiske Imperium
Britiske koloniale embedsmænd, der nogle gange blev omtalt som prokonsuler, omfattede Alfred Milner i Sydafrika, Lord Curzon i Indien, Lord Lugard i Nigeria og Lord Kitchener i Egypten og Sudan. Disse ledere var i stand til at tage imperiale initiativer, selv når regeringen i London var tilbageholdende. Konservative og unionistiske regeringer var især mere tolerante over for sådan freelance, end liberale regeringer var. Disse prokonsuler regerede i telegrafens tidsalder, så hurtig kommunikation stoppede ikke prokonsulær uafhængighed.

## USA
Forskellige amerikanske befalingsmænd og ambassadører er blevet omtalt som prokonsuler. Forfatteren Carnes Lord diskuterer følgende i forhold til rammerne af prokonsulær myndighed:
- William Howard Taft i Filippinerne (1900-1903)
- Leonard Wood i Cuba
- Lucius D. Clay i Tyskland
- Douglas MacArthur i Sydkorea
- Edward Lansdale, Henry Cabot Lodge Jr., Creighton Abrams, Ellsworth Bunker og William Colby i Sydvietnam
- Wesley Clark i Bosnien i 1994-99
- Paul Bremer i Irak i 2003[32]
- David Petraeus i Irak i 2004-08 og Afghanistan i 2010-11[33]